# 鮑德溫海茨 (印第安納州)
鮑德溫海茨（英語：Baldwin Heights）是位於美國印地安納州吉布森縣的一個非建制地區。

## 地理
鮑德溫海茨所處的海拔為高於海平面443米（即135英呎），而該地所採用的時區為UTC-5，即北美东部时区（EST）。同時該地設有夏令時間，為UTC-5調快一小時，即UTC-4（EDT）。